# D 290 (Türkei)
Die Straße D 290 (Devlet yolu 290) ist eine 31 km lange Straße im Osten der Türkei. Sie verbindet die Straße D 280 mit der D 965. Sie verläuft dabei am Nordufer des Vansees von Erciş über Bayramlı und trifft im Osten der Stadt Adilcevaz mit der von der nördlich gelegenen Stadt Patnos kommenden D 965 zusammen und endet an dieser. Die D 290 ist auf ganzer Länge Teil der Europastraße 99, die von der aserbaidschanischen Exklave Nachitschewan bis nach Şanlıurfa führt.